# Lawang Agung (Sindang Beliti Ulu)
Lawang Agung is een bestuurslaag in het regentschap Rejang Lebong van de provincie Bengkulu, Indonesië. Lawang Agung telt 1728 inwoners (volkstelling 2010).